# Thailand Open 2024 - Qualificazioni singolare
Le qualificazioni del singolare del Thailand Open 2024 sono un torneo di tennis preliminare per accedere alla fase finale della manifestazione disputate il 27 e 28 gennaio 2024. I vincitori dell'ultimo turno sono entrati di diritto nel tabellone principale. In caso di ritiro di uno o più giocatori aventi diritto a questi sono subentrati i Lucky loser, ossia i giocatori che hanno perso nell'ultimo turno ma che avevano una classifica più alta rispetto agli altri partecipanti che avevano comunque perso nel turno finale.

## Teste di serie
1. Kimberly Birrell (primo turno)
2. Olivia Gadecki (primo turno)
3. Mai Hontama (qualificata)
4. Dalma Gálfi (qualificata)
5. Chloé Paquet (qualificata)
6. Arianne Hartono (qualificata)

1. Anastasija Tichonova (ultimo turno, lucky loser)
2. Daria Saville (ultimo turno)
3. Ekaterina Makarova (ultimo turno)
4. Panna Udvardy (ultimo turno)
5. Alina Korneeva (qualificata)
6. Himeno Sakatsume (ultimo turno)

## Qualificate
1. Alina Korneeva
2. Taylah Preston
3. Mai Hontama

1. Dalma Gálfi
2. Chloé Paquet
3. Arianne Hartono

### Lucky loser
1. Anastasija Tichonova

## Tabellone

### Legenda
| - Q = Qualificato - WC = Wild card - LL = Lucky loser | - ALT = Alternate - SE = Special Exempt - PR = Protected Ranking | - w/o = Walkover - r = Ritirato - d = Squalificato |

### Sezione 1
|  | Primo turno | Primo turno          | Primo turno    | Primo turno | Primo turno |  |  | Ultimo turno | Ultimo turno         | Ultimo turno         | Ultimo turno | Ultimo turno |  |
|  |             |                      |                |             |             |  |  |              |                      |                      |              |              |  |
|  | 1           | Kimberly Birrell     | 7              | 2           | 4           |  |  |              |                      |                      |              |              |  |
|  |             | Anastasija Zacharova | 64             | 6           | 6           |  |  |              | Anastasija Zacharova | Anastasija Zacharova | 2            | 3            |  |
|  |             | Katarzyna Kawa       | Katarzyna Kawa | 61          | 1           |  |  | 11           | Alina Korneeva       | Alina Korneeva       | 6            | 6            |  |
|  | 11          | Alina Korneeva       | Alina Korneeva | 7           | 6           |  |  |              |                      |                      |              |              |  |

### Sezione 2
|  | Primo turno | Primo turno        | Primo turno        | Primo turno | Primo turno |  |  | Ultimo turno | Ultimo turno       | Ultimo turno       | Ultimo turno | Ultimo turno |  |
|  |             |                    |                    |             |             |  |  |              |                    |                    |              |              |  |
|  | 2           | Olivia Gadecki     | Olivia Gadecki     | 5           | 2           |  |  |              |                    |                    |              |              |  |
|  |             | Taylah Preston     | Taylah Preston     | 7           | 6           |  |  |              | Taylah Preston     | Taylah Preston     | 6            | 6            |  |
|  | WC          | Lidia Podgorichani | Lidia Podgorichani | 4           | 0           |  |  | 9            | Ekaterina Makarova | Ekaterina Makarova | 3            | 1            |  |
|  | 9           | Ekaterina Makarova | Ekaterina Makarova | 6           | 6           |  |  |              |                    |                    |              |              |  |

### Sezione 3
|  | Primo turno | Primo turno          | Primo turno          | Primo turno | Primo turno |  |  | Ultimo turno | Ultimo turno         | Ultimo turno         | Ultimo turno | Ultimo turno |  |
|  |             |                      |                      |             |             |  |  |              |                      |                      |              |              |  |
|  | 3           | Mai Hontama          | Mai Hontama          | 6           | 6           |  |  |              |                      |                      |              |              |  |
|  |             | Lulu Sun             | Lulu Sun             | 2           | 2           |  |  | 3            | Mai Hontama          | Mai Hontama          | 6            | 6            |  |
|  | WC          | Zheng Saisai         | Zheng Saisai         | 3           | 5           |  |  | 7            | Anastasija Tichonova | Anastasija Tichonova | 1            | 3            |  |
|  | 7           | Anastasija Tichonova | Anastasija Tichonova | 6           | 7           |  |  |              |                      |                      |              |              |  |

### Sezione 4
|  | Primo turno | Primo turno        | Primo turno      | Primo turno | Primo turno |  |  | Ultimo turno | Ultimo turno     | Ultimo turno     | Ultimo turno | Ultimo turno |  |
|  |             |                    |                  |             |             |  |  |              |                  |                  |              |              |  |
|  | 4           | Dalma Gálfi        | 7                | 5           | 6           |  |  |              |                  |                  |              |              |  |
|  |             | Nigina Abduraimova | 5                | 7           | 4           |  |  | 4            | Dalma Gálfi      | Dalma Gálfi      | 7            | 6            |  |
|  | WC          | Viera Deeperm      | Viera Deeperm    | 2           | 2           |  |  | 12           | Himeno Sakatsume | Himeno Sakatsume | 5            | 4            |  |
|  | 12          | Himeno Sakatsume   | Himeno Sakatsume | 6           | 6           |  |  |              |                  |                  |              |              |  |

### Sezione 5
|  | Primo turno | Primo turno                | Primo turno                | Primo turno | Primo turno |  |  | Ultimo turno | Ultimo turno  | Ultimo turno  | Ultimo turno | Ultimo turno |  |
|  |             |                            |                            |             |             |  |  |              |               |               |              |              |  |
|  | 5           | Chloé Paquet               | Chloé Paquet               | 6           | 6           |  |  |              |               |               |              |              |  |
|  |             | Irina Bara                 | Irina Bara                 | 1           | 0           |  |  | 5            | Chloé Paquet  | Chloé Paquet  | 6            | 6            |  |
|  |             | Valentini Grammatikopoulou | Valentini Grammatikopoulou | 3           | 3           |  |  | 10           | Panna Udvardy | Panna Udvardy | 4            | 4            |  |
|  | 10          | Panna Udvardy              | Panna Udvardy              | 6           | 6           |  |  |              |               |               |              |              |  |

### Sezione 6
|  | Primo turno | Primo turno        | Primo turno        | Primo turno | Primo turno |  |  | Ultimo turno | Ultimo turno    | Ultimo turno    | Ultimo turno | Ultimo turno |  |
|  |             |                    |                    |             |             |  |  |              |                 |                 |              |              |  |
|  | 6           | Arianne Hartono    | Arianne Hartono    | 6           | 6           |  |  |              |                 |                 |              |              |  |
|  | WC          | Salakthip Ounmuang | Salakthip Ounmuang | 1           | 0           |  |  | 6            | Arianne Hartono | Arianne Hartono | 7            | 6            |  |
|  | PR          | Amandine Hesse     | Amandine Hesse     | 3           | 64          |  |  | 8            | Daria Saville   | Daria Saville   | 5            | 3            |  |
|  | 8           | Daria Saville      | Daria Saville      | 6           | 7           |  |  |              |                 |                 |              |              |  |